# Перч, Дженнифер
Дженнифер Перч (англ. Jennifer Pertsch) — писатель, сценарист, режиссёр, продюсер и один из основателей компании Fresh TV Inc, которая специализируется на детских и подростковых программах в основном для семейного просмотра. Она начала свою карьеру в 1995 году, работая в телевизионной компании Nelvana Ltd, как сценарист мультсериала «Little Bear». Дальше следовали малоизвестные работы: «Franklin», «Rolie Polie Olie», «Yu-Gi-Oh!», «Gekijô-ban Kâdokaputâ Sakura», «Corduroy» и «Braceface». Основав компанию Fresh TV Inc и начав сотрудничество с телеканалом Teletoon, она совместно с Томом Макгиллисом приступила к созданию первого своего шедевра — «6teen». Этот мультсериал имел большую популярность во всем мире. Но спустя немного времени она, опять-таки вместе с Томом Макгиллисом, создала новый проект «Остров отчаянных героев». Позже в 2009 году она начала работу на мультсериалом «Stoked».

## Награды
В разные годы за практически все свои детища она получала разные награды и была номинирована на премию «Эмми».